# Arcuș
Arcuș (in ungherese Árkos) è un comune della Romania di 1316 abitanti, ubicata nel distretto di Covasna, nella regione storica della Transilvania.
Arcuș è divenuto comune autonomo nel 2004, separandosi dal comune di Valea Crișului.
Monumento di un certo interesse nel comune è il Castello Szentkereszty.